# Cuckmere (rivier)

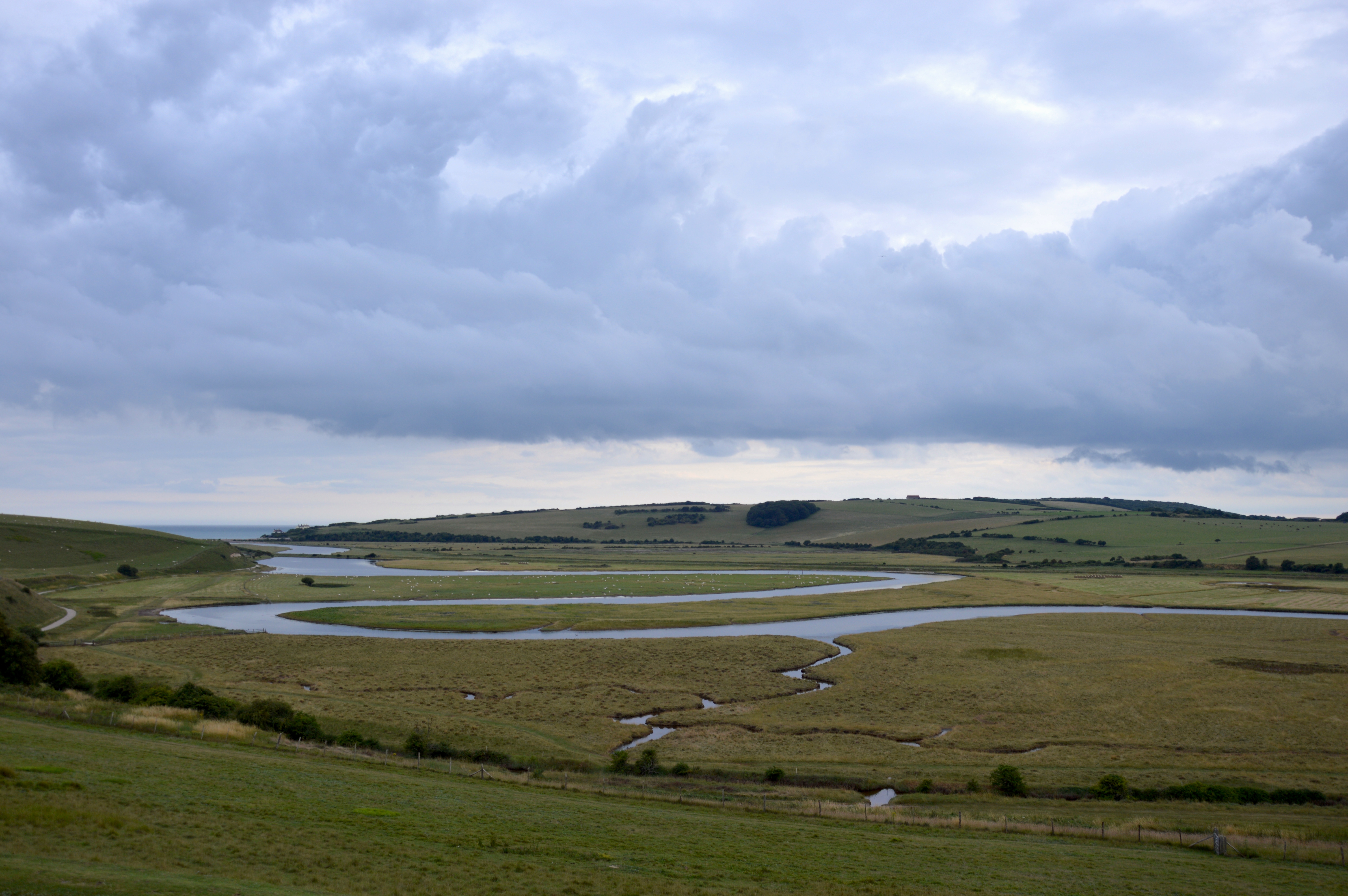
De meanderende Cuckmere nabij de monding

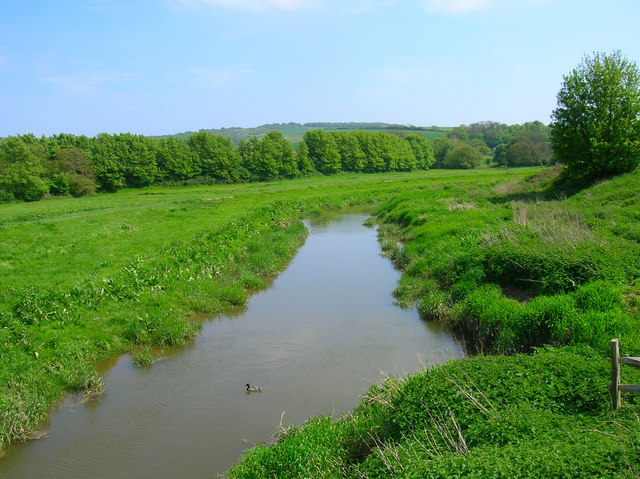
De Cuckmere bij Whitesbridge

De Cuckmere is een rivier in Engeland die ontspringt nabij Heathfield in East Sussex in het zuiden van de Weald en uitmondt in Het Kanaal. De plaats van de monding wordt Cuckmere Haven genoemd. In zijn bovenloop heeft de Cuckmere talrijke bijriviertjes waarvan de River Bull de belangrijkste is.
De naam komt vermoedelijk van een Oud-Engelse term voor 'snelstromend': het verval in de eerste 7 km is meer dan 100 meter. Nabij de monding meandert de rivier door de Cuckmere Valley, een natuurreservaat van getijdemeren.
- Virtual International Authority File: 315528304